# Bazinul Argenteuil cu o singură barcă cu pânze
Bazinul Argenteuil cu o singură barcă cu pânze este o pictură în ulei pe pânză din 1874 a pictorului francez Claude Monet.

## Creare
Piesa a fost creată în timpul șederii lui Monet la Argenteuil, un oraș de pe malul Senei, aflat la periferia Parisului. Aici Monet a cumpărat o barcă pentru a fi folosită ca studio plutitor și a pictat multe scene din zona înconjurătoare.

## Galeria Națională a Irlandei
Tabloul a fost cumpărat de dramaturgul și activistul irlandez Edward Martyn în 1899, la sfatul vărului său, George Moore. A fost lăsată moștenire Galeriei Naționale a Irlandei în 1924. Este evaluată la 10 milioane de euro.

## Vandalizare și restaurare
Pe 29 iunie 2012, în jurul orei 11, un vizitator al galeriei, Andrew Shannon, a lovit pictura provocând „daune uriașe, daune șocante”.
După 18 luni de lucrări de restaurare, la 1 iulie 2014, pictura a fost reașezată în galerie, în spatele unui geam de protecție. Restaurarea a dus la pierderea a 7% din suprafața deteriorată, într-un proces care a presupus coaserea firelor microscopice.
Shannon a fost închis pentru 5 ani pentru atac.